# Rhagionidae
Glutopidae, Leptidae, Palaeostratiomyiidae, Palaeostratiomyiinae
Famille
Synonymes
- Glutopidae Krivosheina 1971,
- Leptidae,
- Palaeostratiomyiidae Rohdendorf 1938,
- Palaeostratiomyiinae Rohdendorf 1938

Taxons de rang inférieur
- Voir le texte

Les Rhagionidae sont une famille d'insectes diptères brachycères

## Classification
La famille est créée par Pierre André Latreille (1762-1833) en 1802,.

### Synonymes
- Glutopidae Krivosheina, 1971,
- Leptidae,
- Palaeostratiomyiidae, Rohdendorf 1938,
- Palaeostratiomyiinae, Rohdendorf 1938

## Caractéristiques
Les insectes de cette famille sont caractérisés par la présence d'une soie apicale ainsi que d'un abdomen orné de taches dorsales noires sur fond jaune.
Plusieurs genres de Rhagionidae piquent l'homme et comportent ainsi des insectes nuisibles. Ce sont les genres Symphoromyia, Atherix, Spaniopsis (en Australie) et Austroleptis.

## Liste des sous-familles
Selon BioLib (20 juillet 2020) :
- Austroleptinae Nagatomi, 1982
- Rhagioninae Latreille, 1802
- Spaniinae Nagatomi, 1982

## Liste des genres
Selon Catalogue of Life (1er mars 2013) :
- genre Alloleptis
- genre  Anthrax
- genre Arthroceras
- genre Arthroteles
- genre Atherimorpha
- genre Atherix
- genre Chrysopilus
- genre Desmomyia
- genre Leptipalpus
- genre Litoleptis
- genre Musca
- genre Nemotelus
- genre Omphalophora
- genre Palaeoarthroteles
- genre Palaeobolbomyia
- genre Pseudoerinna
- genre Pseudoglutops
- genre Ptiolina
- genre Ptiolinites
- genre Rhagina
- genre Rhagio
- genre Schizella
- genre Sierramyia
- genre Solomomyia
- genre Spania
- genre Spaniopsis
- genre Spatulina
- genre Stylospania
- genre Styrex
- genre Sylvicola
- genre Symphoromyia
- genre Taschigatra
- genre Xeritha

Selon ITIS (20 juillet 2020) :
- genre Arthroceras
- genre Bolbomyia
- genre Chrysopilus
- genre Litoleptis
- genre Ptiolina
- genre Rhagio
- genre Spania
- genre Symphoromyia

### Publication originale
- Latreille, P. A. (Pierre André), 1762-1833, Buffon, Georges Louis Leclerc, comte de, Sonnini, C. S. (Charles Sigisbert), 1751-1812, Jacques Eustache de Sève, Histoire naturelle, générale et particulière des crustacés et des insectes (publication), Inconnu, Paris, 1805.